# Redmarley D'Abitot
Redmarley D'Abitot est une paroisse civile et un village du Gloucestershire, en Angleterre.